# Ochanskij rajon
L'Ochanskij rajon (in russo Оханский район?) è un municipal'nyj rajon (муниципальный округ) del Territorio di Perm', in Russia; il centro amministrativo è la città di Ochansk.
Il distretto si trova sulla riva destra del fiume Kama.